# Free Dom
Free Dom est une radio libre  réunionnaise , fondée en 1981 par les époux médecins Camille et Margie Sudre.
Son emblème est une colombe blanche prenant son envol, symbole de l'amour et de la liberté.

## Histoire
Radio Free Dom a été fondée par Camille Sudre et sa femme Margie en 1981. La radio comprend une émission, appelée "doléances", pendant laquelle des auditeurs sont invités à prendre la parole sur des thème libres et des programmes permettant la rencontre des célibataires à des heures de grande écoute. Cette Station de radio rencontre un succès suffisamment important pour que le fondateur décide créer une chaîne de télévision quelques années plus tard, puis une deuxième station de radio, en 2011.
Télé Free Dom est cependant rapidement jugée illégale et condamnée par le Conseil supérieur de l'audiovisuel, qui lui refuse le droit d'émettre. Cette décision, perçue comme un musellement de la voix du peuple, déclenche à Saint-Denis en février 1991 une série d'affrontements entre jeunes et CRS, aujourd'hui connue comme les « Événements du Chaudron »[réf. nécessaire].
Conscient de l'existence d'un malaise réunionnais, Camille Sudre crée dans le même temps un mouvement politique également appelé Free Dom, dont il prend la tête, et parvient à se faire élire au poste de président du Conseil régional de La Réunion grâce à un programme axé sur l'égalité sociale avec la France métropolitaine, en 1992. L'année suivante, le conseil d'État annule son élection pour dépassement du compte de campagne et de nouvelles élections sont organisées.
Sa femme prend alors sa succession à la tête de l'insitution[Quoi ?], mais ne tarde pas à s'éloigner des opinions politiques de son mari pour se rapprocher de la droite et entrer au gouvernement en 1995. Le mouvement Free Dom continue sans elle et demeure proche du Parti communiste réunionnais jusqu'à aujourd'hui, les deux partis formant ensemble la plateforme électorale Alliance pour la Réunion.

## Fréquences
- 97.4 (Saint-Denis)
- 103.8 (Saint-Suzanne)
- 106.2 (Saint-André)
- 101.7 (Salazie)
- 101.3 (Saint-Benoit)
- 88.2 (La Plaine des Palmistes)
- 102 (Le Volcan)
- 91.6 (Saint-Philippe)
- 106.1 (Saint-Joseph)
- 97.4 (Saint-Pierre)
- 98.8 (Cilaos)
- 89.3 (L'Étang-Salé)
- 95.0 (Saint-Leu)
- 95.2 (La Saline)
- 107.1 (Saint-Gilles)
- 93.4 (La Possession / Le Port)
- 99.8 (Route du Littoral)